# 4-я Московская стрелковая дивизия народного ополчения (Куйбышевского района)
4-я Московская стрелковая дивизия народного ополчения (Куйбышевского района) — воинское соединение СССР в Великой Отечественной войне.

## История
Сформирована 2 июля 1941 года как 4-я Куйбышевского района дивизия народного ополчения, в Куйбышевском районе города Москва, пополнялась ополченцами из Лопасненского, Щёлковского и Егорьевского районов Московской области.
Первоначальное формирование дивизии протекало непосредственно в Москве с 5 по 12 июля 1941 года. Местом формирования была определена 310-я школа, располагавшаяся на углу Мало-Козловского и Харитоньевского переулков по адресу Малый Козловский переулок, дом 6 (сейчас располагается школа № 1621). Бойцами этой дивизии стали сотрудники Наркомвнешторга СССР, Наркомфина СССР, Наркомсовхозов СССР, Наркомата легкой промышленности, Госплана РСФСР, Центросоюза, редакции и издательства «Московский большевик», рабочие швейной фабрики «Красная швея» и других предприятий района. 60 % личного состава дивизии составляли коммунисты. 1-й полк помещался в Сверчковом переулке в 313-й школе, 2-й полк помещался в Армянском переулке дом 4 в 644-й школе и 3-й полк в Лобковском переулке дом 5/16 в 311-й школе. Ополченцев, прибывших из Московской области, разместили в школе № 613 в Харитоньевском переулке.
Дивизия, изначально, была придана 24-й резервной армии. В то время полоса ответственности этой армии простиралась от Нелидово через Белый на Дорогобуж. 12 июля 1941 года дивизия была передислоцирована в районы Вязьмы и Сычёвки  на 400 автомашинах по маршруту Москва — Вязьма — Новодугино для сооружения оборонительных рубежей. Дивизия прибыла в Андреевский район Смоленской области в распоряжение командира 166-й стрелковой дивизии 24-й армии Фронта резервных армий и получила задачу по строительству Ржевско-Вяземского оборонительного рубежа. Штаб дивизии расположился в селе Андреевское. Расположение полков дивизии было такое - 1-й стрелковый полк дивизии расположился в селе Задняя Пустошка, 2-й стрелковый полк в селе Зимино и 3 сп в селе Левшино. Бойцы дивизии создавали мощные укрепления в районах станций Новодугино, Сычёвка, Андреевское Смоленской области, которые стали опорными пунктами сопротивления советских войск. Ополченцы рыли противотанковые рвы, эскарпы и окопы, пулемётные площадки и котлованы для ДЗОТов. 30-го июля был образован Резервный фронт. 24-я армия перемещалась полностью под Ельню. Дивизия, в соответствии с приказом Ставки ВГК, должна была быть включена в состав Резервного фронта после её пополнения.
Получив в конце июля винтовки и пулемёты, дивизия, наряду с сооружением оборонительных рубежей, приступила к боевой подготовке. Вскоре дивизия получила вооружение — старые французские и польские винтовки, пулемёты системы «Браунинг», значительная часть которых требовала ремонта, а также боеприпасы из расчета 150 патронов на винтовку и 2000 — на пулемёт. Полученные винтовки, особенно французские системы Лебель, были тяжелы и неудобны, примерно в рост человека. К ним прилагался длинный штык кинжальной формы. При ношении его на ремне у бойца небольшого роста штык болтался ниже колен. Военное дело осваивалось под руководством среднего командного состава из числа молодых командиров – выпускников военных школ. Сравнительно быстро части дивизии втянулись в походы, проходя в день пешком до 40 километров. По приказу штаба 24-й армии дивизия неоднократно перебрасывалась с одного участка на другие.
В первых числах августа 1941 года Московский городской комитет КПСС вручил дивизии Красное знамя.
4 августа 1941 года дивизия сосредоточилась в 13-и километрах южнее города Сычевка, где продолжила строительство оборонительного рубежа в районе Красное, Соколово, далее по восточному берегу реки Вазузы до Ершово.
9 августа 1941 года дивизия оставаясь в районе Новодугино (20 км южнее Сычёвки), продолжала боевую учебу и готовилась к контратакам в направлении Пятерниково — Андреевское, Замошье — Караваево, а также к борьбе с десантами противника.
12 августа 1941 года дивизия находилась в районе Изосимиха, Чашково, Княжино и готовилась к уничтожению возможных десантов противника.
1 сентября 1941 года дивизия получила существенное пополнение и вошла в состав 49-й армии. С 1-го сентября по новому штатному расписанию в дивизии числились 1287-й, 1289-й, 1291-й стрелковые полки и 971-й артиллерийский полк.
С 5 по 10 сентября 1941 года дивизия по приказу штаба 49-й армии Резервного фронта была переброшена в район озёра Селигер - Селижарово, Главные силы дивизии, артиллерия и обоз в это время перебрасывались по 15 эшелонов в сутки со станции Новодугино по железной дороге маршрутом Сычёвка — Москва — Калинин — Торжок — Кувшиново.
К 9 сентября 1941 года  дивизия была переброшена на рубеж севернее города Осташков Калининской области, в район деревень Роги, Большое Веретье, Семёновщина, Лукьяново — на оборону восточного берега озера Селигер.
С 10 сентября 1941 года дивизия в составе 31-й армии заняла оборону у озера Селигер. В районе деревни Заречье произошли первые стычки с противником, а затем и более значительные бои в районе деревни Турская. Там получил боевое крещение 1289-й стрелковый полк.
Дивизия в течение месяца держала свой рубеж у озера Селигер. Отбивая попытки немцев переправиться в некоторых местах на восточный берег озера, ополченцы смело вступали в бой и наносили врагу урон. Они прочно прикрывали стык между войсками Западного и Северо-Западного фронтов.
С 12 сентября 1941 года маршем перебрасывалась в район севернее озера Селигер.
14 сентября 1941 года дивизия заняла самостоятельный участок обороны на рубеже Сухая Нива, Роги, Мошенка, Лом и получила от командования 31-й армии задачу не допустить переправы противника на восточный берег озера Селигер. Справа находилась 249-я, а слева — 247-я стрелковые дивизии той же армии.
Первые стычки частей дивизии с врагом произошли 15 сентября 1941 года в дер. Залучье, затем в районе деревни Турской. В одном из первых боёв погиб депутат Верховного Совета СССР, секретарь дивизионной парткомиссии Краснов. В тыл противника начали периодически направляться разведгруппы. Приняты усиленные меры против проникновения в наш тыл переодетых в советскую форму диверсантов из полка особого назначения «Бранденбург», сформированного еще в 1940 году. Они хорошо знали русский язык, имели советское вооружение и обмундирование.
Дивизия была сменена 26.09.1941 года 33-й стрелковой дивизией.
26-го сентября дивизия была переименована в 110-ю стрелковую дивизию.
В действующей армии с 24 июля 1941 по 26 сентября 1941 года.

## Состав
- 1-й стрелковый полк
- 2-й стрелковый полк
- 3-й стрелковый полк
- артиллерийский полк
- отдельный зенитно-артиллерийский дивизион
- разведывательная рота
- сапёрный батальон
- отдельный батальон связи
- медико-санитарный батальон
- 754-я полевая почтовая станция
- полевая касса госбанка

## Подчинение
| Дата                 | Фронт (округ)   | Армия      | Корпус (группа) | Примечания |
| -------------------- | --------------- | ---------- | --------------- | ---------- |
| 1 августа 1941 года  | Резервный фронт | 24-я армия |                 |            |
| 1 сентября 1941 года | Резервный фронт | 49-я армия |                 |            |

## Командиры
- Сидельников, Андрей Никанорович, генерал-майор — (02.07.1941 — 08.07.1941),
- Борисов, Александр Дмитриевич[1], полковник — (09.07.1941 — 24.08.1941),
- Гладышев, Степан Трофимович, полковник — (25.08.1941 — 26.09.1941).

## Память
- Музей Могилёвской городской гимназии №1 [2]
- Памятный обелиск у деревни Щекутино на 95-м километре Киевского шоссе [3]
- Мемориальная доска на школе № 1621[4]